# Bujar Bukoshi
Bujar Bukoshi (Suva Reka, 13. svibnja 1947. – Priština, 10. lipnja 2025.) bio je kosovski liječnik i političar.
Diplomirao je na Medicinskom fakultetu Sveučilišta u Beogradu.
Bio je ministrom zdravstva Kosova u prvoj vladi Hashima Thaçija. Prije je bio premijerom Kosova od 5. listopada 1991. do 1. veljače 2000., u vrijeme kad je Kosovo bilo proglasilo neovisnost, a nije bilo međunarodno priznato. Od toga je dio proveo u egzilu u Bonnu u Njemačkoj, od 1993. do 1999. godine.
Bio je suosnivačem Demokratske lige Kosova kojom je jedno vrijeme predsjedavao.
Nakon Kosovskog rata nije se mogao vezati na svoje prijašnje uspjehe, jer mu je Ibrahim Rugova dao samo niža mjesta u njegovoj stranci. Stoga je Bukoshi travnja 2002. osnovao vlastitu stranku, Novu stranku Kosova (Partia e re e Kosovë, PrK). Nakon velikog uspjeha na općinskim izborima 2002., na skupštinskim izborima 2004. dobila je manje od 1 % glasova. Poslije Rugovine smrti 2006., raspustio je stranku i vratio se u Demokratsku ligu Kosova.